# Stephen Dorff

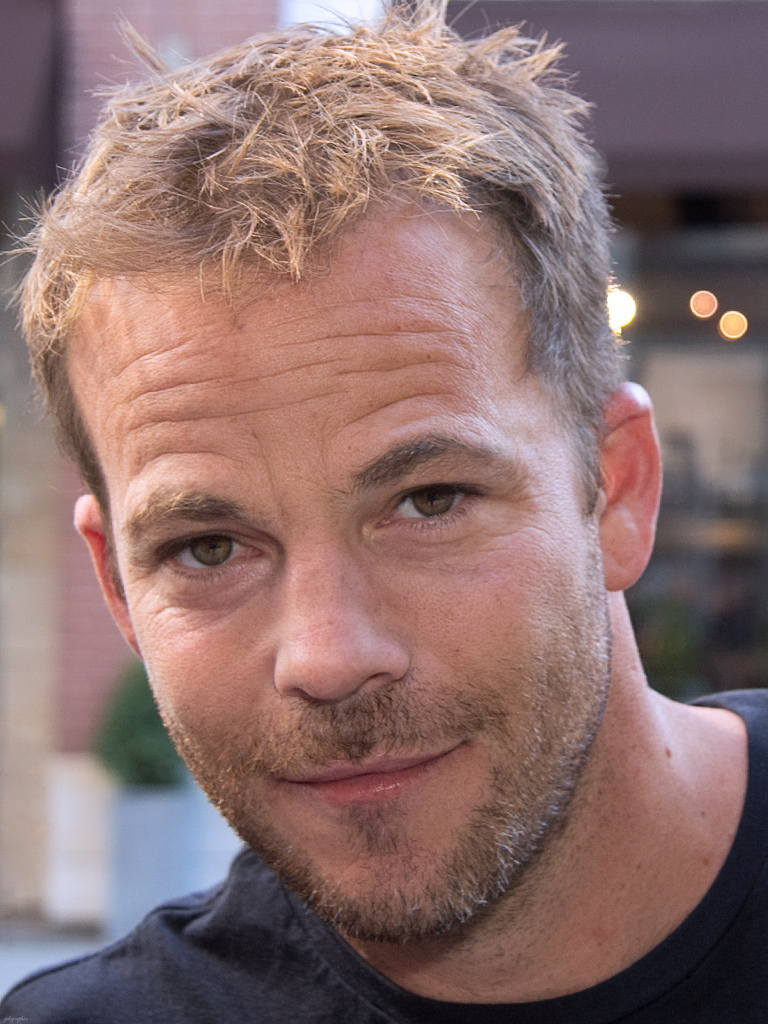
Stephen Dorff beim Toronto International Film Festival 2012

Stephen Dorff (* 29. Juli 1973 in Atlanta, Georgia) ist ein US-amerikanischer Schauspieler. Zu seinen bekanntesten Rollen gehört u. a. die des Deacon Frost in der Comic-Verfilmung Blade.

## Werdegang
Stephen Dorff lebte nach seiner Geburt für kurze Zeit in Atlanta. Nach der Geburt seines jüngeren Bruders Andrew (1976–2016) zog die Familie nach Los Angeles. Hier stellte sich ziemlich schnell heraus, dass Dorff ein großes Interesse an der Filmindustrie hatte. So kam es, dass er bereits im Alter von neun Jahren für eine Rolle in der US-Fernsehserie Familienbande engagiert wurde. Im Jahr 1987 bekam er dann seine erste Hauptrolle in dem Fantasyfilm Gate – Die Unterirdischen.
Dorff hatte 1989 neben Giovanni Ribisi einen Gastauftritt in Eine schrecklich nette Familie, in der Folge Der Held der modernen Welt. Stephen und Giovanni spielten Buds Freunde Boz und Teddy.
Hochgelobt wurde Stephen Dorffs Darstellung des sogenannten „fünften Beatles“, des Bassisten Stuart Sutcliffe, in dem Film Backbeat von Iain Softley, einem Film aus dem Jahre 1994 über die Anfänge der Beatles.
Weltweite Popularität erreichte Stephen Dorff dann im Jahr 1998, als er in der Marvel-Comicverfilmung Blade die Rolle des Bösewichtes Deacon Frost spielt. Für diese Darstellung wird er im Jahr 1999 bei den MTV Movie Awards als „Bester Filmbösewicht“ ausgezeichnet. Weitere bedeutsame schauspielerische Leistungen zeigte Dorff in dem Film I shot Andy Warhol an der Seite von Lili Taylor oder in dem John Waters-Film Cecil B. DeMented (2000). Nach den Filmen FearDotCom und Cold Creek Manor – Das Haus am Fluss kam im Jahr 2005 Alone in the Dark in die Kinos.
Stephen Dorff hatte bisher in rund 30 Musikvideos kleinere Rollen. Zuletzt war er in dem Musikvideo Everytime von Britney Spears zu sehen.
Dorff hinterließ im November 2006 eine Morddrohung auf dem Anrufbeantworter des Jackass-Darstellers Steve-O, da dieser mit Dorffs Ex-Freundin Lykke May Andersen liiert war. Steve-O filmte sich selbst laut lachend zusammen mit Andersen beim Abhören der Nachricht und stellte das Video ins Internet.
2012 stand Dorff in der Hauptrolle als Jeremy Reins im Krimi-Thriller Brake vor der Kamera, bei dem er auch als ausführender Produzent agierte.

## Filmografie (Auswahl)

### Film und Fernsehen
- 1987: Gate – Die Unterirdischen (The Gate)
- 1988: Roseanne (Fernsehserie, Folgen 2x01, 2x08)
- 1989: Wer hat Angst vorm Schwarzen Mann? (Do You Know the Muffin Man?)
- 1990: Ein gesegnetes Team (Father Dowling Mysteries, Fernsehserie, 1 Folge)
- 1990: Terrys Versprechen (A Son’s Promise)
- 1990: Babynapping – Roberts Entführung (Always Remember, I Love You)
- 1992: Im Glanz der Sonne (The Power of One)
- 1992: Street Hunter – Eine gnadenlose Jagd (Rescue Me)
- 1993: Eine schrecklich nette Familie (Fernsehserie, Folge 3x19)
- 1993: Judgment Night – Zum Töten verurteilt (Judgment Night)
- 1994: Backbeat
- 1994: 36 Tage Terror (S.F.W.)
- 1995: Wer hat Angst vor’m Weihnachtsmann? (Reckless)
- 1995: Unschuldige Lügen (Innocent Lies)
- 1996: I Shot Andy Warhol
- 1996: Space Truckers
- 1996: Blood and Wine
- 1997: City of Industry
- 1998: Blade
- 1999: Entropy
- 2000: Cecil B. (Cecil B. DeMented)
- 2002: FearDotCom
- 2002: Deuces Wild (Wild Boyz)
- 2002: Riders – Die Cops im Nacken
- 2003: Cold Creek Manor – Das Haus am Fluss (Cold Creek Manor)
- 2003: Auf Messers Schneide (Den of Lions)
- 2005: Alone in the Dark
- 2005: Shadowboxer
- 2006: World Trade Center
- 2006: Der Hades-Faktor (Covert One: The Hades Factor)
- 2006: Kaliber 45 (.45)
- 2007: Nanking
- 2007: Botched – Voll verkackt!
- 2008: Felon
- 2008: XIII – Die Verschwörung (XIII)
- 2009: Public Enemies
- 2010: Somewhere
- 2011: Krieg der Götter (Immortals)
- 2011: Bucky Larson: Born to Be a Star
- 2011: Carjacked – Jeder hat seine Grenzen (Carjacked)
- 2012: Brake
- 2012: The Iceman
- 2012: Zaytoun
- 2012: The Honor of Killing (Tomorrow You’re Gone)
- 2013: Officer Down – Dirty Copland (Officer Down)
- 2013: Heatstroke – Ein höllischer Trip (Heatstroke)
- 2015: American Hero
- 2016: Albion: Der verzauberte Hengst (Albion: The Enchanted Stallion)
- 2017: Jackals
- 2017: Leatherface
- 2017: Sex Guaranteed
- 2017–2018: Star (Fernsehserie, 9 Folgen)
- 2019: True Detective (Fernsehserie, 8 Folgen)
- 2020: Deputy – Einsatz Los Angeles (Deputy, Fernsehserie, 13 Folgen)
- 2020: Embattled
- 2021: Old Henry
- 2022: Paradise City
- 2022: The Price We Pay
- 2023: Blood for Dust
- 2023: Mob Land
- 2023: Divinity
- 2025: Bride Hard

### Musikvideos (Auswahl)
- 1994: Aerosmith „Cryin“
- 2001: Limp Bizkit „Rollin’“
- 2004: Britney Spears „Everytime“

## Auszeichnungen
- MTV Movie Awards 1999: Best Villain (Bester Bösewicht)

## Nachweise
1. ↑  Walter Bonner: Stephen Dorff Takes a “BRAKE”. In: fangoria.com. 23. März 2012, archiviert vom Original am 28. März 2012; abgerufen am 4. September 2024 (englisch).

| Personendaten    | Personendaten                        |
| ---------------- | ------------------------------------ |
| NAME             | Dorff, Stephen                       |
| KURZBESCHREIBUNG | US-amerikanischer Schauspieler       |
| GEBURTSDATUM     | 29. Juli 1973                        |
| GEBURTSORT       | Atlanta, Georgia, Vereinigte Staaten |